# Menarus
Menarus is een geslacht van kevers uit de familie van de loopkevers (Carabidae). De wetenschappelijke naam van het geslacht is voor het eerst geldig gepubliceerd in 1934 door Jedlicka.

## Soorten
Het geslacht Menarus omvat de volgende soorten:
- Menarus borneensis Jedlicka, 1934
- Menarus philippinensis Jedlicka, 1934
- Menarus quadrimaculatus Jedlicka, 1935
- Menarus sarawaki Jedlicka, 1935
- Menarus testaceus Jedlicka, 1934